# Ле Казе (Пиза)
Ле Казе је насеље у Италији у округу Пиза, региону Тоскана.
Према процени из 2011. у насељу је живело 58 становника. Насеље се налази на надморској висини од 52 м.